# Церковь Живоначальной Троицы в Галерной гавани
Церковь Святой Живоначальной Троицы в Галерной гавани — утраченный православный храм в Санкт-Петербурге, находившийся на Васильевском острове в Галерной гавани.

## История
Полотняная церковь «для галерной эшквадры служителей» была возведена в 1721—1722 годах около Мало-Калинкина моста на Адмиралтейской стороне и освящена 5 июля 1722 года. Зимой 1725 года её перенесли на Васильевский остров к Галерной гавани.
До 1809 года церковь подчинялась Адмиралтейств-коллегии, затем епархиальному начальству, а с 1829 года состояла в ведомстве военного духовенства.
В 1887 году священник церкви Святой Живоначальной Троицы в Галерной гавани В. Альбицкий с причтом и прихожанами по причине явно недостаточной вместимости церкви обратился с ходатайством о разрешении им приступить к сооружению нового каменного приходского храма во имя иконы Милующей Божией Матери.
В 1894 году строительство храма было окончено. 25 октября 1898 года епископ ямбургский Вениамин в сослужении протоиерея Иоанна Сергиева освятил главный престол во имя Милующей Божией Матери. Храм был приписан к Троицкой гаванской церкви и вплоть до 1923 года не имел собственного причта, а после сноса церкви Святой Живоначальной Троицы в Галерной гавани фактически стал её преемником.
Построение Троицкой Гаванской церкви современно основанию Галерной гавани, достроенной Петром Великим в 1722 году.
Император Пётр I для чинов галерного морского флота повелел устроить церковь полотняную в таком виде, чтобы её можно было брать с собою в плавание и переносить с места на место. В 1721 году по просьбе чинов и офицеров галерного флота последовало разрешение соорудить церковь; таковая полотняная и была изготовлена в Москве, а затем перевезена в Санкт-Петербург.
В 1722 году вице-адмирал Змаевич, Матвей Христофорович «проситъ Св. Синодъ предписать кому надлежитъ освятить новоустроенную для галерной эшквадры служителей церковь и опредѣлить къ ней священника».
По указу Святого Синода, протопопом Троицкого собора Иоаном Симеоновым, наречена во имя Святой Живоначальной Троицы и поставлена на адмиралтейской стороне, за адмиралтейским госпиталем около Калинкина моста. Полотняная Св. Троицкая церковь стояла на адмиралтейской стороне с 5 июля 1722 г. до 24 февраля 1725 г., то есть два года и восемь месяцев, a затем была перенесена на Васильевский остров к Галерной гавани.
1 Декабря 1724 года командир морского галерного флота Л. Демьянов обратился в Св. Синод со следующим ходатайством:
«При новопостроенной гавани на Васильевском острове, писал он, служителей галерного флота обретается близко 2000 душъ, а церкви тамъ не имѣется, а понеже толикому числу служителей безъ церкви быть не можно, то онъ проситъ Св. Синодъ полотняную св. Живоначальныя Троицы церковь и съ обрѣтающимся при ней священникомъ для исправленія службы Божіей и требъ церковныхъ перенести съ адмиралтейской стороны н a Васильевскій островъ къ ново-устроенной гавани».
Вследствие этого ходатайства Св. Синод от 25 февраля 1725 года приказал:
«Снять свою полотняную церковь Троицкую съ прежняго мѣста и со всею принадлежащею утварью перенести на Васильевскій островъ къ новопостроенной гавани».
Полотняная Троицкая церковь просуществовала около восьми лет, то есть до 1733 года.
В 1733 году по указу Адмиралтейств-коллегии был выстроен для церкви отдельный деревянный флигель, куда из прежней походной церкви перенесено все церковное имущество. Со времен полотняной церкви к XIX веку уцелело несколько икон: «Св. Живоначальной Троицы», «Тихвинской Божьей Матери» и «Преподобного Сергия Радонежского».
В июне 1792 году Государыней Императрицей Екатериной II главнокомандующему гребным портом приказано было на имевшуюся церковную сумму около 4000 руб. построить новую церковь. В ноябре 1792 года была воздвигнута деревянная церковь Св. Троицы по проекту архитектора Я. Перрена. Внутри церкви первоначально был один престол.
В 1886 году с южной стороны его по середине храма устроен придел во имя Трёх Святителей и святого Николая, древнейший образ которого (времени 1766 г.) был поставлен здесь.
В 1887—1888 годах во исполнение Высочайшей воли Государя Императора Александра III, чтобы церковь эта, как памятник старины глубокой, как вековая царская святыня сохранялась и поддерживалась, был произведён капитальный ремонт церкви.
Церковью владел флот, за исключением 1808—1826 годов, когда храм числился за епархией.
Описание церкви приведено в книге Святыни Петербургской епархии, Санкт-Петербург, 1915 г.:

«…Снаружи церковь представляла собою простой двухэтажный продолговатый деревянный дом, обитый тесом, с возвышающеюся на западной сторон его небольшого деревянного одноярусною колокольнею с маленьким куполом и главою на восточной сторон. Окна расположены вокруг всей церкви в два ряда, кроме западной стены. Внутри храма в западной его части были устроены хоры, поддерживаемые простыми деревянными колоннами. Иконостас в церкви деревянный, вызолоченный; иконы в нем в один ряд.
По правую сторону царских врат икона Спасителя, а по левую Божией Матери с Предвечным Младенцем, без риз, с серебряными вызолоченными венцами. На северных и южных дверях изображения архангелов Михаила и Гавриила; ближе к боковым стенам с правой стороны образ Св. Троицы, с левой — Николая Чудотворца.
В алтаре престол и жертвенник деревянные; над престолом устроен плафон с изображением Всевидящаго Ока и вокруг него Св. ангелов, поддерживаемый шестью деревянными колоннами…»

Святыни и достопримечательности церкви:
«Образ Спасителя», пожертвованный князем Суворовым; он помещен в особо устроенном киоте. Из икон с драгоценными украшениями находится одна икона «Св. Троицы», в золоченой киоте, помещенная за правым клиросом.
К более древним иконам принадлежат два образа, без риз, «Спасителя» и «Богоматери», перенесенные из иконостаса старой церкви.
Из церковных вещей замечательны:
Святое евангелие большого размера в золоченом серебряном окладе, печатано при императрице Анне Иоанновне в Москве 1737 г. На нем надпись:
«1742 г. іюля въ первое лѣто счастливаго царствованія всеиресвѣтлѣйшія державнѣйшія великой государыни императрицы Елизаветы Петровны сіе евангеліе сдѣлано по обѣщанію иждивеніемъ галернаго флота боцмана Филипа Борисова сына Курыгина въ церковь Живоначальныя Троицы, что въ галерной гавани, черезъ стараніе онаго же флота капитана Артемія Ильина сына Толбугина».
Другое евангелие, в серебряном вызолоченном оклад, пожертвовано в I860 году вместе с полным облачением и ковчегом для хранения святых даров. Животворящих крестов два: большой восьмиконечный; на нем надпись:
«сей крестъ построенъ въ церковь Живоначальныя Троицы галернаго флота при священникѣ Іоаннѣ Козминѣ и при маіорѣ Іоаннѣ Терентьевичѣ Пасынковѣ 1727 г. марта 20 дня». Крест этот весит 1,5 фунта; другой крест меньший, четырёхконечный, вызолоченный, весом в 45 золотников.
Небольшая деревянная Троицкая гаванская церковь, вследствие быстрого роста народонаселения Галерной гавани, оказалась тесною для помещения в ней всех молящихся. В виду чего, Император Пётр Великий повелел рядом с так называемою светлицею деревянною церковью соорудить каменный пятиглавый храм, но преждевременная кончина Петра I помешала осуществить это намерение.
В 1745 году Императрица Елизавета Петровна указом разрешила построить каменный храм, выразив при этом желание, чтобы «для лучшаго дальняго виду» церковь была пятиглавая.
в 1792 году вследствие недостатка средств была сооружена не каменная, а деревянная церковь, взамен деревянной Троицкой церкви, просуществовавшая до её сноса в 1932 году.
При церкви Св. Живоначальной Троицы действовало Благотворительное Общество, при котором имелись: детский приют, двухклассная церковно-приходская школа, школа грамоты, ремесленный и рукодельный классы, Воскресенская приходская школа, богадельня, дом трудолюбия. Общество состояло под покровительством Её Императорского Высочества Великой Княгини Александры Иосифовны. Председатель общества сенатор Саблера Владимира Карловича. Ктиторами церкви являлись барон Типольт Николай Аполлонович, подполковник И. В. Котляров.
В советское время с августа 1922 года церковь Святой Живоначальной Троицы относилась к созданной в это время Петроградской автокефалии, — самоуправляемому объединению приходов Петроградской епархии, которое в 1922—1923 гг. при отсутствии канонической церковной власти отказалось подчиняться обновленческому Высшему церковному управлению (ВЦУ) и открыто противилась обновленчеству.
После февраля 1923 года в результате репрессий и гонений на Петроградскую автокефалию церковь стала обновленческой.
В октябре 1927 года церковь была закрыта и снесена в 1932 году.
В 2004 году был найден фундамент этой церкви:
В районе петербургской Гавани, на Васильевском острове нашли фундамент старинной церкви предположительно начала 18-го века. Все произошло совершенно случайно — на месте, где раньше стояла церковь сейчас уже выстроили новый жилой дом. К нему подводили коммуникации, когда один из рабочих увидел фрагменты старинной каменной кладки. Вызвали специалистов, которые предположили, что это, возможно, остатки Церкви Святой Троицы. В 30-х годах храм уничтожили большевики. Теперь археологи будут проверять свою версию — на месте раскопок соберется специальная комиссия. Все земляные работы рядом с домом приостановлены.// источник Вести СПб

## Храм-преемник
Фактическим храмом-преемником церкви Святой Живоначальной Троицы в Галерной гавани является находящаяся ныне в процессе реставрации церковь Милующей Божией Матери в Галерной гавани.
В книге Святыни Петербургской епархии, Санкт-Петербург, 1915 г. упомянуто:

В 1887 году священник церкви Святой Живоначальной Троицы в Галерной гавани В. Альбицкий с причтом и прихожанами обратился с ходатайством о разрешении им приступить к сооружению нового каменного приходского храма во имя иконы Милующей Божией Матери на уступленном морским министерством участке земли по Большому пр. Васильевского острова, близ берега Финского залива.
В этом же году последовало разрешение Св. Синода, и был составлен проект на постройку трёхпридельного храма, вместимостью на 1800 человек, в византийском стиле.
Храм имеет один главный купол и четыре малых. Высота храма от поверхности земли до подножия креста на главном купол 20 сажень (саже́нь равная 2,16 м, и содержащая три аршина (72 см) по 16 вершков), длина около 30 саж. и ширина 15 саж. Храм освещается 18 большими окнами в стенах и 57 окнами в купольных барабанах.
Главный придел церкви освящен во имя Милующей Божией Матери 25 октября 1898 г. преосвященным Вениамином, епископом ямбургским в сослужении протоиерея И. Сергіева и других протоиереев. Правый придел освящен во имя пр. Сергия Радонежского Чудотворца и Св. Феодосия Черниговского Чудотворца 28 марта 1900 года митрополитом Антонием; левый придел посвящён имени Св. Андрея Критского, память которого празднуется 17 октября, в воспоминание о чудесном спасении Государя Императора и Его Семейства при крушении железнодорожного поезда у станции Борки 1888 г.; придел освящен 15 декабря 1896 г. преосвященным Назарием, епископом гдовским.
В новоосвящённом храме внимание всех богомольцев привлекает на себя художественные работы — живопись по чеканному фону иконы и особенно Нерукотворный образ Спасителя, бросающийся в глаза каждому входящему в храм.

Хотя храм во имя Милующей Божией Матери с большим куполом был значительно крупнее и величественнее Троицкой Гаванской церкви, тем не менее он до 1923 года подчинялся ей и не имел собственного причта, а после сноса церкви Святой Живоначальной Троицы в Галерной гавани фактически стал её преемником.

## Духовенство
| Настоятели церкви             | Настоятели церкви                                                   |
| Даты                          | Настоятель                                                          |
| ----------------------------- | ------------------------------------------------------------------- |
| 22 февраля 1724— 2 марта 1724 | Косьма Иванов, священник                                            |
| 30 мая 1724—1727              | Иоанн Косьмин, священник                                            |
| 1727 — 1728                   | Львов Карп, священник                                               |
| 1730 — 1731                   | Филарет (Златоустовский), иеромонах                                 |
| 1735 — 1736                   | Михаил N, священник (белый)                                         |
| 1740                          | Иоанн Иванов, священник                                             |
| 1743                          | Михаил Иванов, священник                                            |
| 1765                          | Чернявский Феодор, священник                                        |
| 1765                          | Савельев Влас, священник                                            |
| 1814—1821                     | Бедринский Иоанн (Андрей?), протоиерей                              |
| 1821— 1867                    | Песоцкий Александр ( — 1867), священник                             |
| 1867                          | Вышеславов Иоанн, протоиерей                                        |
| 1895— 1908                    | протоиерей Александр Иванович Алексеев                              |
| 1908 — 1911                   | митрофорный протоиерей Николай Александрович Каллистов              |
| 1911                          | Магнитский Вячеслав, протоиерей                                     |
| 1911 — 1914                   | протоиерей Иоанн Федорович Бугославский ( — 1914)                   |
| 1916 — 1917                   | протоиерей Тычинин Николай Смарагдович ( — не ранее 1935),          |
| 1919 — 3 февраля 1924         | Филоненко Феодор Дмитриевич (1869 — 3 февраля 1924 арестован)       |
| 1923 — 1927                   | священник Димитрий Васильевич Архангельский (период обновленчества) |
| 1927—1932                     | храм не действовал                                                  |
| 1932                          | храм снесен, но в аварийном состоянии сохранился храм-преемник.     |